# Hedana
Hedana L. Koch, 1874 è un genere di ragni appartenente alla famiglia Thomisidae.

## Distribuzione
Le 10 specie note di questo genere sono diffuse in Oceania, Asia sudorientale, e Venezuela: tre specie sono state reperite in territorio australiano e due nelle isole Tonga; le specie dall'areale più vasto sono la H. ocellata e la H. perspicax rinvenute in alcune località della Birmania, di Sumatra e di Giava

## Tassonomia
Non sono stati esaminati esemplari di questo genere dal 1964.
A giugno 2014, si compone di 10 specie:
1. Hedana bonneti Chrysanthus, 1964 — Nuova Guinea
2. Hedana gracilis L. Koch, 1874[2] — Nuovo Galles del Sud
3. Hedana maculosa Hogg, 1896 — Australia centrale
4. Hedana morgani (Simon, 1885) — Malaysia
5. Hedana ocellata Thorell, 1890 — Birmania, Sumatra, Giava
6. Hedana octoperlata Simon, 1895 — Venezuela
7. Hedana pallida L. Koch, 1876 — isole Tonga
8. Hedana perspicax Thorell, 1890 — Birmania, Sumatra, Giava
9. Hedana subtilis L. Koch, 1874 — isole Tonga
10. Hedana valida L. Koch, 1875 — Australia